# Joga pra Lua
"Joga pra Lua" é uma canção gravada pelos artistas musicais brasileiros Anitta, Dennis e Pedro Sampaio para o sexto álbum de estúdio de Anitta, Funk Generation (2024). A faixa foi lançada em 15 de dezembro de 2023 através da Floresta Records, Republic Records e Universal Music Latino, servindo como o terceiro single do disco. "Joga pra Lua" é uma canção de funk carioca e EDM, que liricamente lida sobre atração sexual em um baile funk.
Em 2024, "Joga pra Lua" recebeu uma indicação na 25.ª cerimônia do Grammy Latino na categoria de Melhor Interpretação Urbana em Língua Portuguesa. Foi posteriormente certificada como diamante pela Pro-Música Brasil, pelo equivalente a 300.000 cópias distribuídas.

## Apresentações ao vivo
Anitta apresentou "Joga pra Lua" sozinha durante uma aparição no programa Domingão com Huck em 16 de fevereiro de 2024.

## Faixas e formatos
| Download digital |                |                                                                    |         |  |
| N.º              | Título         | Compositor(es)                                                     | Duração |  |
| 1.               | "Joga pra Lua" | Dennis Pedro Sampaio Fernando Ps Gabriel Cantini Shylton Fernandes | 2:04    |  |

## Desempenho comercial
| País — Parada musical (2024)      | Melhor posição |
| --------------------------------- | -------------- |
| Brasil (Billboard Brasil Hot 100) | 17             |
| Portugal (AFP)                    | 48             |

## Certificações
| Região       | Certificação | Vendas  |
| ------------ | ------------ | ------- |
| Brasil (PMB) | Diamante     | 300 000 |